# Człopa
Człopa (niem. Schloppe) – miasto w północno-zachodniej Polsce, w województwie zachodniopomorskim, w powiecie wałeckim, siedziba gminy miejsko-wiejskiej Człopa. Położone na Pojezierzu Południowopomorskim, nad rzeką Cieszynką, na terenie Puszczy Drawskiej.

## Położenie
Człopa jest położona w południowo-zachodniej części Pojezierza Wałeckiego, będącym mezoregionem Pojezierza Południowopomorskiego.
Miasto znajduje się w południowo-wschodniej części woj. zachodniopomorskiego w południowo-zachodniej części powiatu wałeckiego.
Przez Człopę przebiega droga krajowa nr 22 prowadząca od przejścia granicznego polsko-rosyjskiego w Grzechotkach do granicy polsko-niemieckiej w Kostrzynie. Jest to ważny atrybut w infrastrukturze miejscowości.
Według danych z 22 lipca 2015 powierzchnia miasta wynosi 7 km².
W latach 1946–1950 miasto administracyjnie należało do woj. szczecińskiego, w latach 1950–1975 do woj. koszalińskiego, a w latach 1975–1998 do woj. pilskiego.

## Warunki naturalne
Człopa jest położona nad 3 jeziorami: Mały Staw, Jezioro Młyńskie Wielkie, Jezioro Racze, które znajdują się w granicach administracyjnych miasta. Przez główną część miasta przepływa rzeka Cieszynka, która płynie z Jeziora Młyńskiego Wielkiego do położonego na wschód jeziora Kamień. Przy południowej granicy miasta płynie rzeka Człopica.

## Toponimia
Wymieniona w dokumencie z 1331 Schlope, 1349 Slopa, 1352 Sloppe, 1378 kop. XV w. municipium Czlopense, 1381 Szlopa, w latach 1402-1408 Sluppe, 1458 Clopa, 1557 Czlopa, 1944 Schloppe.
W polskim źródle z 1904 podano nazwę Słopanowo. Na polskiej mapie wojskowej z 1938 podano polski egzonim Człopa przy oznaczeniu miasta. Ostatecznie polską nazwę Człopa ustalono urzędowo w 1946.

## Historia
Człopa leży w historycznej Wielkopolsce, w dawnej ziemi wałeckiej. Pierwotnie była osadą w pobliżu granicy terytoriów plemiennych Polan i Pomorzan, w XII w. znalazła się w granicach Polski. Od schyłku XIII w. należała do Brandenburgii, po czym w 1368 ponownie została włączona do Polski Ma metrykę średniowieczną i istnieje co najmniej od XIV w., co potwierdzają archiwalne zapisy.
Okolice miejscowości były jednak zasiedlone wcześniej. Pozostałością dawnego osadnictwa jest grodzisko stożkowe datowane na VIII–XI wiek, otoczone wałem o średnicy 100 m położone przy ujściu rzeki Cieszynki do jeziora Kamień.
Gród Człopa w XII w. należał do ziem polskich. Natomiast w XIII w., dokładnie w 1245 miasto to zostało darowane Sędziwojowi z Czarnkowa. Darczyńcą był książę krakowski Bolesław Wstydliwy. Prawa miejskie dla miasta Człopa zostały potwierdzone w 1245. W 1368 Kazimierz Wielki ponownie włączył miasto do Korony.
Miejscowość pierwotnie leżała na pograniczu Wielkopolski oraz Pomorza. W wyniku ekspansji brandenburczyków w XIV w. miejscowość znalazła się w granicach nowo utworzonej Nowej Marchii dołączonej do marchii brandenburskiej. W 1331 odnotowano drogę biegnącą z Tuczna do Człopy. W 1349 miasto było siedzibą własnej parafii w archidiakonacie leżącym pomiędzy rzekami Notecią i Drawą. W Człopie odnotowano wówczas 80 łanów wolnych czyli korzystających z t.zw. wolnizny. W 1352 Ludwik Rzymianin margrabia brandenburski nadał w lenno Jakubowi i Heinzowi Boytinom 1/2 m. S., młyn w mieście oraz połowę młyna pod miastem wraz z wsiami w dobrach Człopa i puszczą. W 1364 elektor brandenburski Ludwik Rzymianin w podziale dóbr z bratem Ottonem otrzymał miasto i okoliczne ziemie. W 1378 miasto Człopa znajdowała się w posiadaniu polskiego rodu szlacheckiego Czarnkowskich herbu Nałęcz. Odnotowane zostały w tym roku fosa oraz blanki ponieważ miasto otoczone było murami. Dokumenty sądowe z 1397 odnotowały spór Wincentego Czarnkowskiego z wojewodą poznańskim Sędziwojem Świdwą z Szamotuł z powodu obrabowania mieszczan z Człopy na drodze królewskiej na szkodę 52 grzywien.
W latach 1402–1408 miejscowość znalazła się pod rządami Krzyżaków, którzy wymienili Człopę wśród miast i zamków należących niegdyś do Nowej Marchii. W 1432 wójt Nowej Marchii wymienił miejscowość wśród miast, które należały do Nowej Marchii, a do których obecnie Polacy uzurpują sobie prawa.
W 1406 miasto zostało spalone przez Krzyżaków. W czasie wojny trzynastoletniej Człopa wystawiła w 1458 roku czterech pieszych na odsiecz oblężonej polskiej załogi zamku w Malborku. Człopa to było miasto królewskie lokowane przed 1200 rokiem, położone w XVI wieku w województwie poznańskim w prowincji wielkopolskiej.

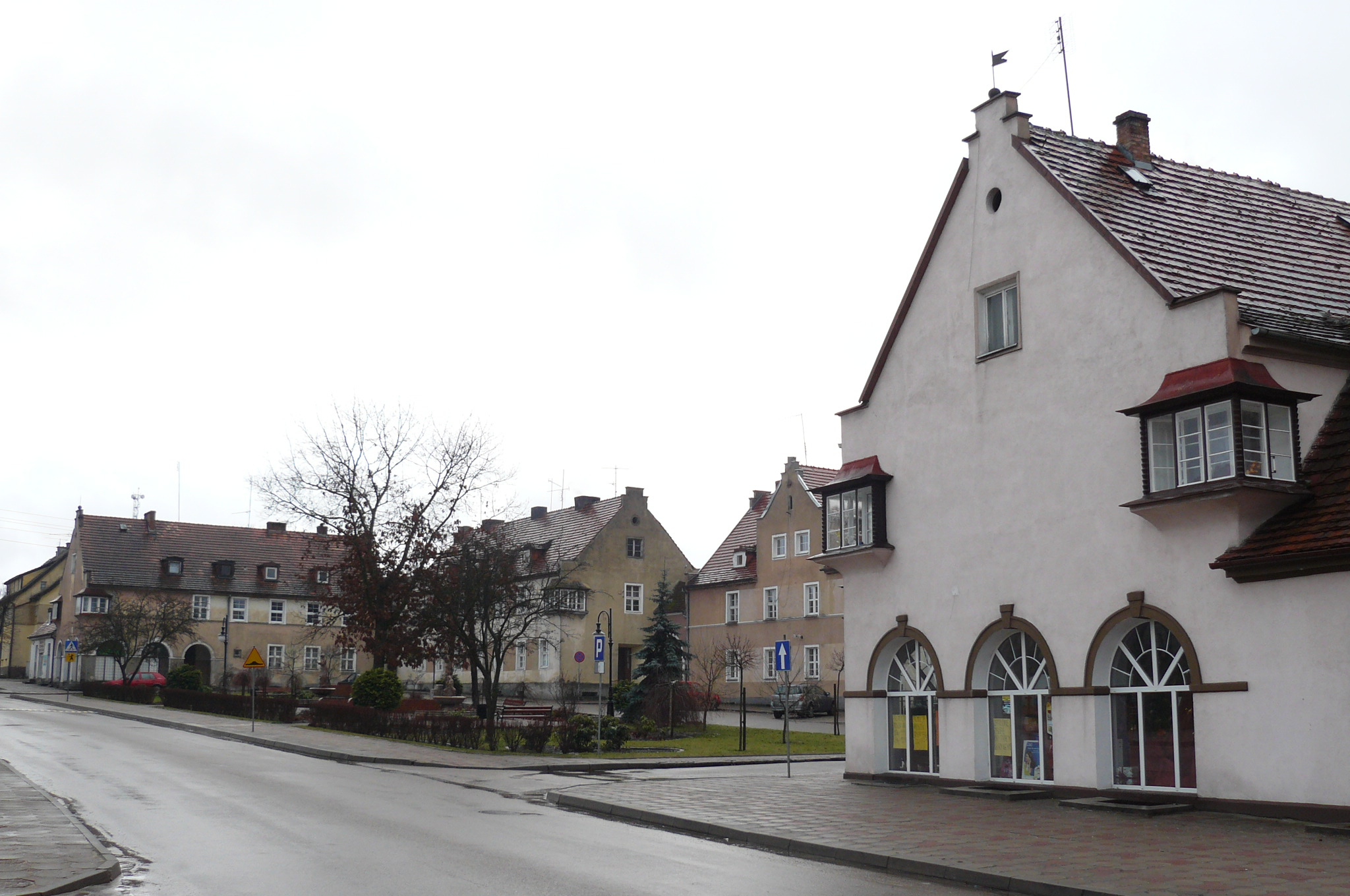
Osiedle sprzed II wojny światowej

W 1658 r. Człopa była miejscem koncentracji wojsk hetmana Stefana Czarnieckiego, planującego atak na Szwedów. Kolejnymi właścicielami byli Opalińscy, Leszczyńscy, Poniatowscy, Sułkowscy. Właścicielką Człopy była królowa Polski Katarzyna Opalińska, żona króla Polski Stanisława Leszczyńskiego. Człopa została anektowana przez Prusy w I rozbiorze Polski, po czym stanowiła właśność rodów niemieckich.
Człopa była starym słowiańskim grodem, który od XII w. należał do Polski i strzegł jej północnych rubieży. Zachowane do dziś grodzisko stożkowe z VIII w. znajduje się 2 km od Człopy, wśród bagien u ujścia Cieszynki do jeziora Kamień. W 1245 rycerski ród Czarnkowskich herbu Nałęcz otrzymał posiadłości w okolicach Człopy od księcia wielkopolskiego Przemysła II (według podań miasto było siedzibą księcia pomorskiego Dzierżykraja, od którego wywodzić się mieli Czarnkowscy). Uzyskali też zgodę na wzniesienie tam zamku warownego. Do czasów współczesnych przetrwało grodzisko w pobliżu jeziora Kamień (pot. Kiemień). Człopa została w 75% spalona przez wojsko radzieckie po zakończeniu II wojny światowej. Żołnierze radzieccy podłożyli ogień m.in. w szkole, lecz mieszkańcy ugasili pożar.
Do 1939 w Archiwum Państwowym w Gdańsku przechowywane były księgi ławnicze miasta Człopa z drugiej połowy XVI w. Prawdopodobnie zaginęły w czasie II wojny światowej, ponieważ obecnie ich tam nie ma.

## Demografia
Według danych z 31 grudnia 2013 miasto miało 2342 mieszkańców.

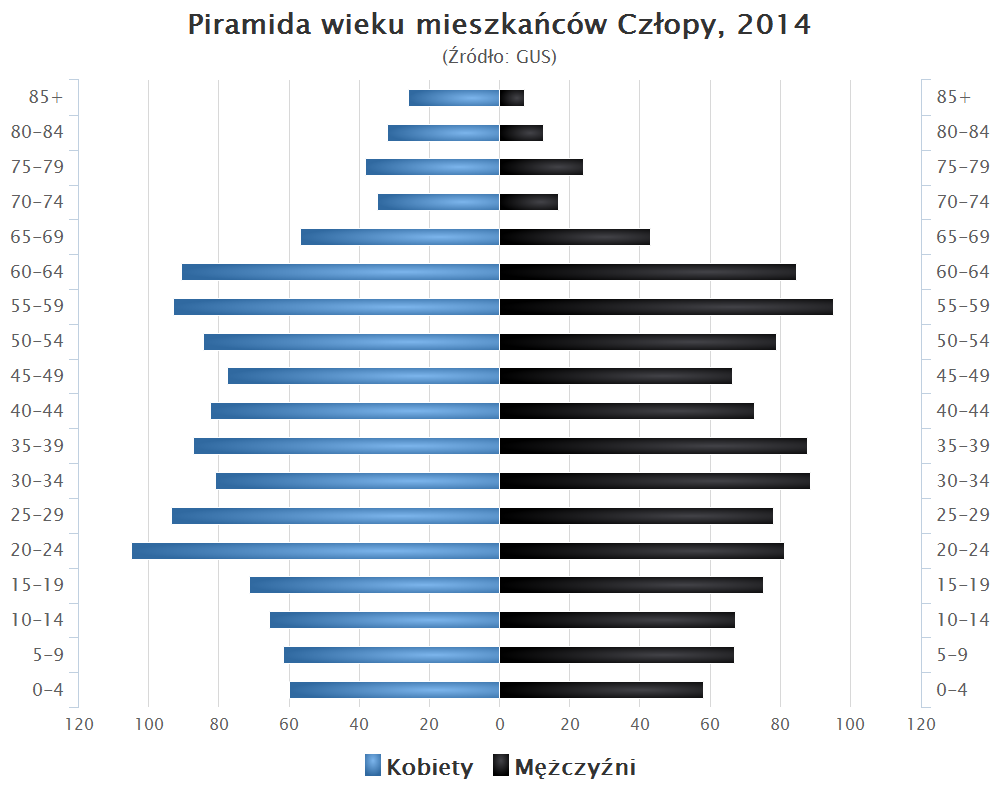
Piramida wieku mieszkańców Człopy w 2014 roku

## Zabytki
Zabytki chronione prawem w Człopie:

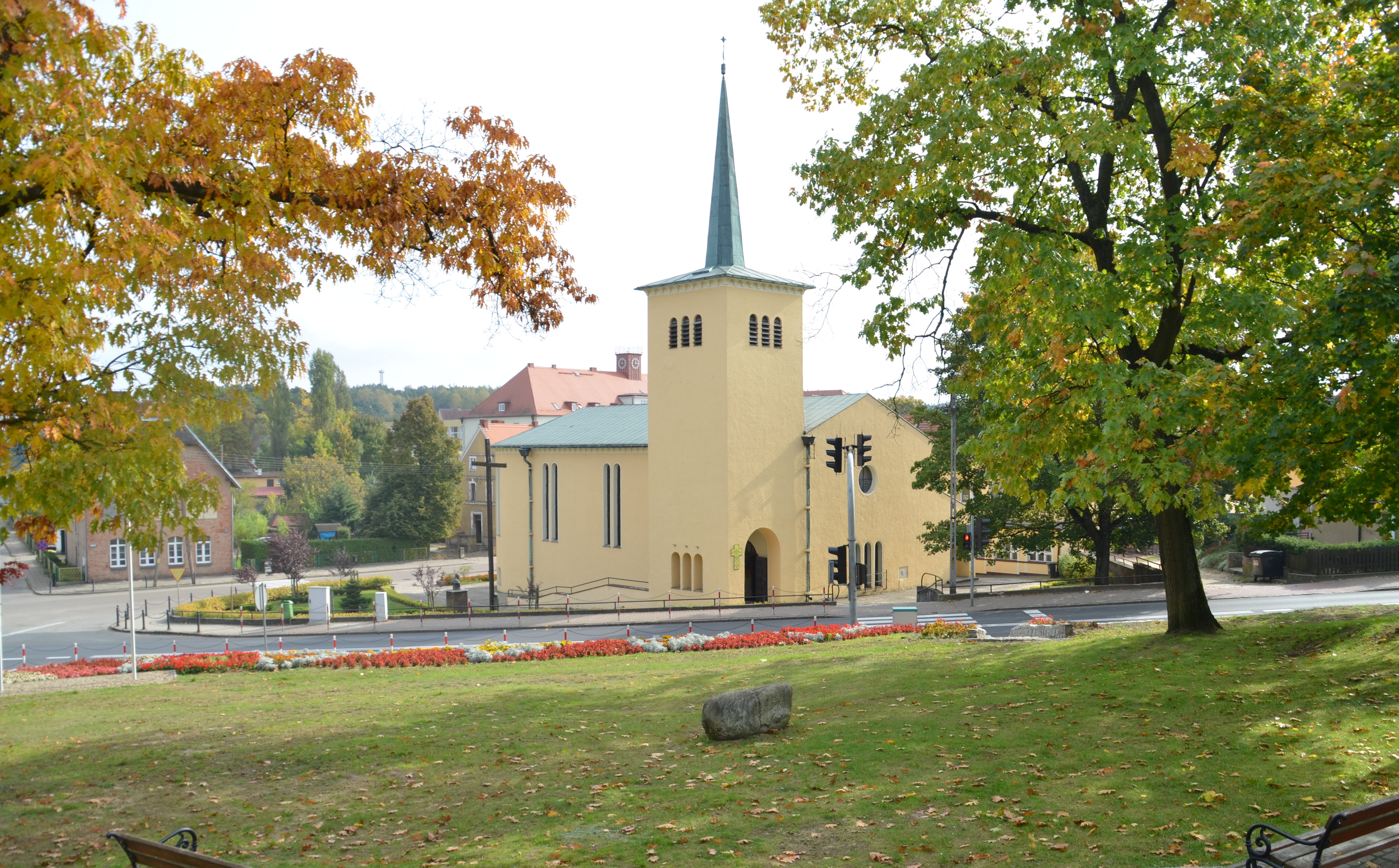
Kościół św. Antoniego Padewskiego

- zespół obiektów mostowych zlikwidowanej linii kolejowej Człopa-Wałcz, w skład którego wchodzi:
  - wiadukt drogowy w ciągu drogi wojewódzkiej nr 177
  - most kolejowy nad rzeką Cieszynką
  - kładka dla pieszych (pomiędzy boiskiem szkolnym a strzelnicą)
- cmentarz żydowski

## Oświata
W mieście znajduje się przedszkole publiczne, szkoła podstawowa, liceum ogólnokształcące dla dorosłych, punkt konsultacyjno-rekrutacyjny WSIG w Słupsku (studia I stopnia inżynierskie kierunek Gospodarka przestrzenna).

## Człopianie oraz osoby związani z Człopą
- Mikołaj Czarnkowski – sędzia ziemski poznański, dyplomata Władysława Jagiełły, uczestnik bitwy pod Grunwaldem, oblężenia Nowego w 1410. Sygnatariusz unii polsko-litewskiej, zawartej w Horodle 2 października 1413[21]. Świadek oraz sygnatariusz zawartego 1 lutego 1411 pokoju toruńskiego. Pisał się Mikołaj ze Człopy[21].
- Krzysztof Rymszewicz – wokalista, aktor scen muzycznych
- Kazimierz Kyrcz jr. – pisarz
- Arthur Greiser – namiestnik Rzeszy w Kraju Warty
- Richard Bock – amerykański rzeźbiarz i współpracownik Franka Lloyda Wrighta. Był szczególnie znany ze swoich rzeźbiarskich dekoracji dla architektury i pomników wojskowych, a także z pracy, którą prowadził u boku Wrighta
- Bogumiła Pilarczyk – polska profesor nauk rolniczych w zakresie zootechniki o specjalności higiena zwierząt i parazytologia, nauczyciel akademicki w Zachodniopomorskim Uniwersytecie Technologicznym w Szczecinie

## Sport
W Człopie istnieje założony w 1948 roku klub sportowy Korona Człopa mający siedzibę na ulicy Strzeleckiej (tam także rozgrywa swe mecze), który w sezonie 2023/2024 rozgrywa swoje mecze w klasie okręgowej, gr. zachodniopomorskiej IV. W miejscowości znajduje się także hala widowiskowo-sportowa, która jest najnowocześniejszym tego typu obiektem w powiecie.

## Administracja
Miasto jest siedzibą gminy miejsko-wiejskiej. Mieszkańcy Człopy wybierają do swojej rady miejskiej 7 z 15 radnych. Pozostałych 8 radnych wybierają mieszkańcy terenów wiejskich gminy Człopa. Organem wykonawczym jest burmistrz. Siedzibą władz jest budynek przy ul. Strzeleckiej 2.
Burmistrzowie Człopy:
- Henryk Pogorzelski (do 1998)
- Halina Ewa Rakowska (1998–2010)[23][24]
- Zdzisław Kmieć (2010–2018)[25]
- Jerzy Bekker (2018-2024)
- Bartosz Nowicki (od 2024)

Mieszkańcy Człopy wybierają posłów na Sejm z okręgu wyborczego nr 40 (siedziba Koszalin), senatora z okręgu nr 99 (siedziba Koszalin), a posłów do Parlamentu Europejskiego z okręgu wyborczego nr 13.

## Współpraca zagraniczna

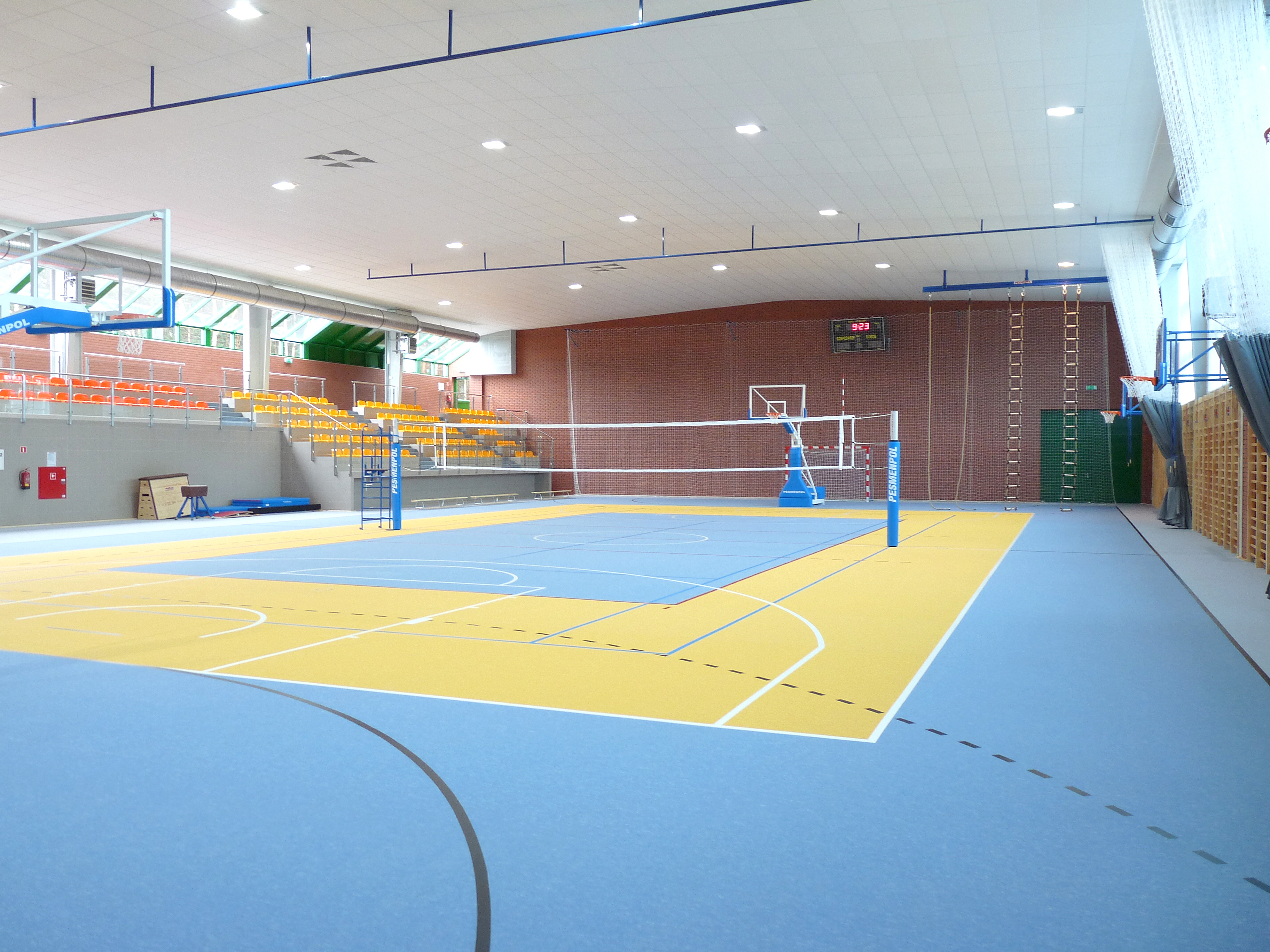
Hala Widowiskowo-Sportowa przy Polsko-Niemieckim Centrum Kultury i Sportu w Człopie

Miasto Człopa, począwszy od 2005 rozwija partnerskie kontakty z niemiecką gminą Neuenkirchen. Początkowo były to oficjalne wizyty w celu poznania partnera, a od 2006 zakres współpracy systematycznie się poszerzał. W dniu 27 czerwca 2008 podpisana została umowa współpracy między gminą Neuenkirchen i gminą Człopa. Współpraca ta obejmuje m.in. wymianę uczniów szkół, integracyjne warsztaty muzyczne oraz taneczne, spotkania seniorów, wymianę doświadczeń władz samorządowych.
W 2008 rozpoczęły się również starania o dofinansowanie budowy hali sportowo-widowiskowej Polsko-Niemieckiego Centrum Kultury i Sportu jako elementu infrastruktury potrzebnej do realizacji transgranicznych spotkań w partnerami z Niemiec. Podpisując wniosek o dofinansowanie Gmina Człopa wzięła na siebie ciężar utrzymania obiektu wraz z realizacją różnorodnych spotkań obu krajów w oparciu o nowo powstały budynek.

## Wspólnoty wyznaniowe
- Kościół rzymskokatolicki:
  - parafia św. Antoniego
- Świadkowie Jehowy:

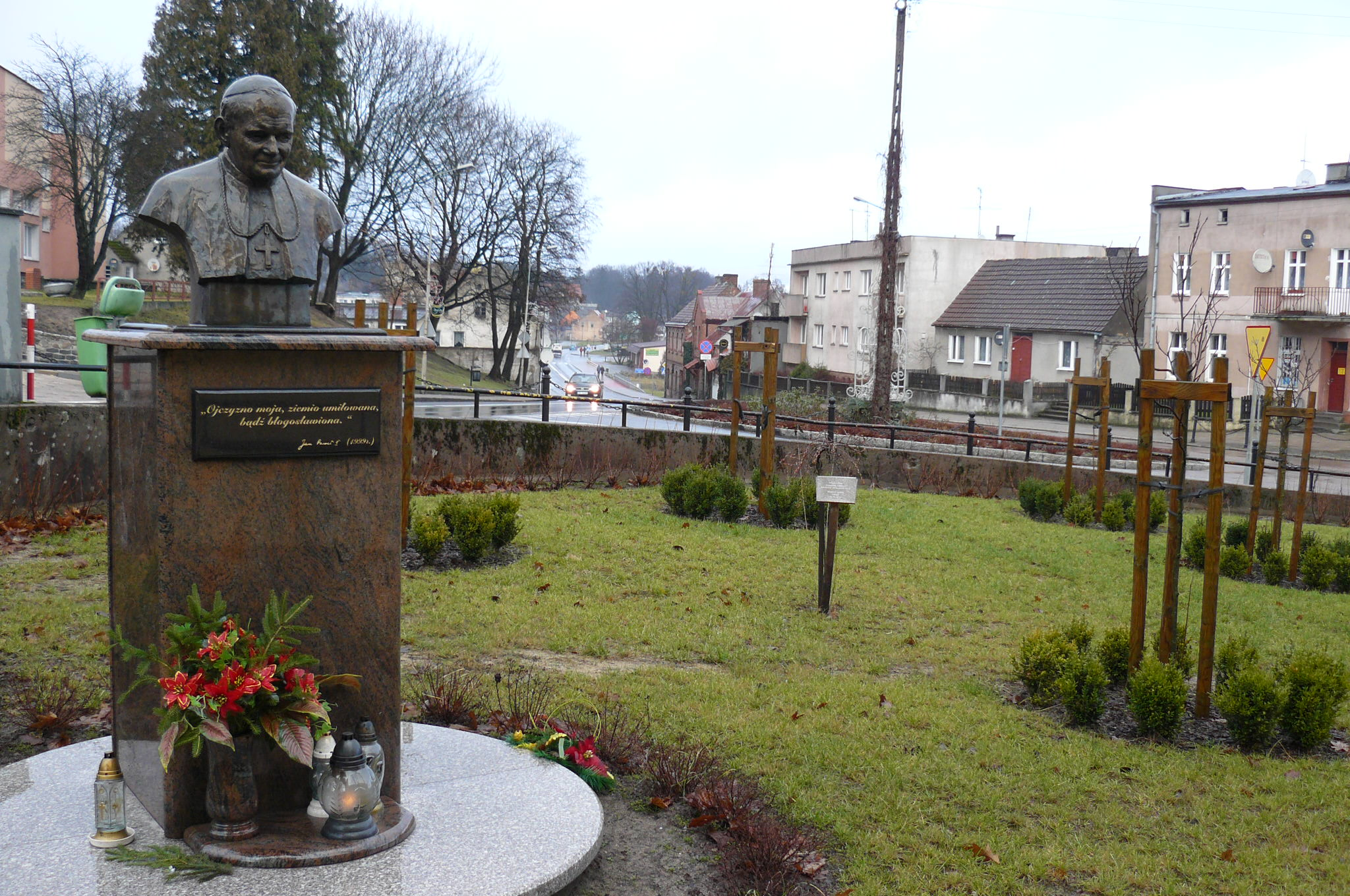
Centrum miasta i pomnik Jana Pawła II

  - zbór Człopa (Sala Królestwa ul. Kopernika 7)[26].